# Cerkiew Narodzenia Matki Bożej w Łyskowie
Cerkiew Narodzenia Matki Bożej – prawosławna cerkiew w Łyskowie, w dekanacie prużańskim eparchii brzeskiej i kobryńskiej.
Cerkiew została zbudowana w 1933. W swojej architekturze naśladuje sakralne budownictwo Zakarpacia.
Jest to budowla trójdzielna, jednonawowa. Nawa cerkwi wzniesiona jest na planie kwadratu. Do zamkniętego czworobocznie prezbiterium przylegają dwie zakrystie. Nad nawą znajduje się cebulasta kopuła. Druga kopuła wieńczy wznoszącą się nad przedsionkiem wieżę, zbudowaną na planie czworoboku z dwiema przybudówkami, zwężającą się ku górze, trójkondygnacyjną.